# デビー・ギブソン

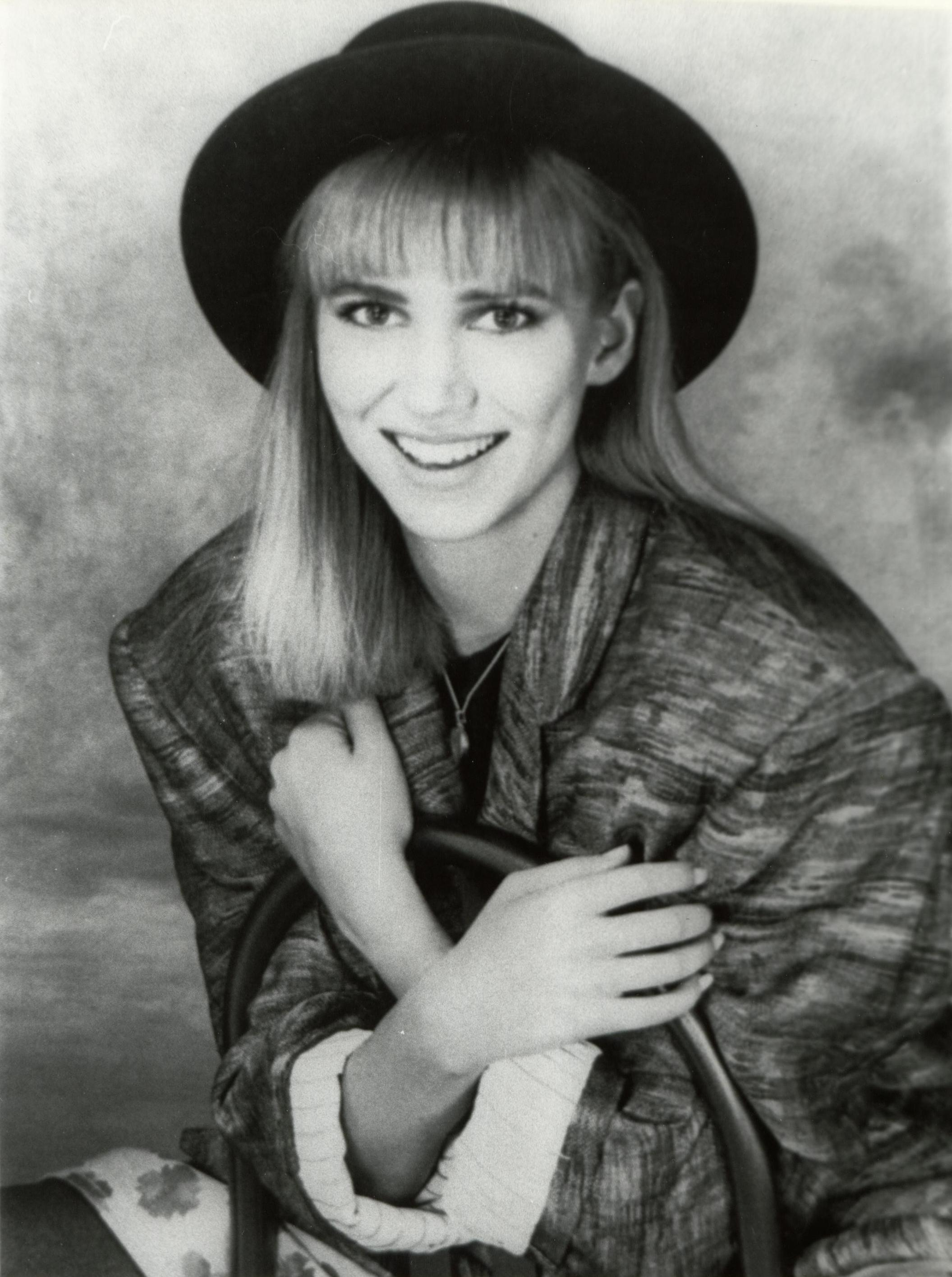
1980年代のデビー・ギブソン

デビー・ギブソン（Debbie Gibson、本名：Deborah Ann Gibson、1970年8月31日 - ）は、アメリカ合衆国の歌手、ミュージカル女優。2曲の全米ナンバーワン・ヒットを持つ。

## 略歴
ニューヨークのブルックリン生まれ。幼少時からピアノを習い、また作曲の才能も発揮する。1986年に16歳でアトランティック・レコードと契約し、同年12月にデビー・ギブソン名義でデビュー曲「オンリー・イン・マイ・ドリームス」を発表。この曲は1987年にBillboard Hot 100で4位の大ヒットを記録。そして、1987年に自身で作詞、作曲、プロデュースも手がけたデビュー・アルバム『アウト・オブ・ザ・ブルー』をリリースした。
1988年、4枚目のシングル「フーリッシュ・ビート」が全米1位となり、一躍アイドルとしてスターダムにのし上がった。ライブ活動も積極的に行い、アトランティック・レコード40周年コンサートにも出演している。同時期に同じく十代の女性歌手としてティファニーがデビューし、ライバル関係と目されるようになる。同年、麗美の全米デビュー・シングル「スピード・オブ・ライト」(映画『ミスター・アーサー2』、日本テレビ系列『あきれた刑事』挿入歌)を提供。『ビルボード』誌のダンス・チャート”CLUB-PLAY"で14位、全米ダンスセールスチャート”12inch Single SALES"で19位を記録した。
1989年、2枚目のアルバム『エレクトリック・ユース』はアルバムチャート1位、シングルの「ロスト・イン・ユア・アイズ」も1位の大ヒットとなる。『エレクトリック・ユース』は日本でもオリコン洋楽アルバムチャートで1989年2月20日付から2週連続1位を獲得した。
1990年、TBS系列で放送された浅野ゆう子、いしだあゆみ共演のドラマ『男について』のテーマ曲として、山下達郎の曲にデビー・ギブソンが英詞をつけた「ウィズアウト・ユー」を大ヒットさせた。この曲は日本以外では発表されなかったため、海外のファンが日本のCDを手に入れようと苦労したと言われている。第1次女性ティーンエイジ・アイドル・ブームの火付け役となったティファニー、マルティカと共に人気が高かった。
そんなデビー・ギブソンもライバルのティファニーに差を付けたかと思われたが、その人気は長く続かなかった。
その後は主にミュージカル女優として活動、『レ・ミゼラブル』『グリース』などに出演する。その傍らアルバムもリリースし、アイドルのイメージから脱却するため芸名をデボラ・ギブソンと変えた。現在もミュージカル、音楽の両方で活動中。
2006年、元ニュー・キッズ・オン・ザ・ブロックのジョーダン・ナイトとデュエットし、ビルボード・アダルトコンテンポラリーチャートの24位に入って久々に表舞台に登場した。
2010年には、デビー・ギブソン名義でJ-POPの男性ボーカル曲のカバー・アルバム『MS.VOCALIST』を日本でリリースした。
2011年、テレビ映画『メガ・パイソンVSギガント・ゲイター』にてティファニーと共演した。かつてのライバル関係をそのままに脚本に活かした内容となっており、2人の乱闘シーンも収められている。この映画の前にデビーはテレビ映画『メガ・シャークVSジャイアント・オクトパス』に主演し、ティファニーもテレビ映画『メガ・ピラニア』に出演しており、この両作品が話題となったことでこれらの2作品を製作しているアサイラムにより製作されている。
2021年、オリジナル・ナンバーを収めたアルバムとしては『M.Y.O.B.』以来となる『ザ・ボディ・リメンバーズ』を発表。

## 舞台活動
1992年、『レ・ミゼラブル』のエポニーヌ役でブロードウェイ・デビューした。その後ロンドンのウェスト・エンドで『グリース』のサンディ役を演じた。同役がギブソンに決まるまで800名がテストされた。この公演は興行収入記録を更新した。1993年、オリジナル・キャスト・レコーディングでクレイグ・マクラーレンとのデュエット『愛のデュエット』がシングル・カットされ、全英シングルチャートで第13位を獲得した。アメリカに戻り、ツアー公演ではリッゾ役を演じた。
1996年、ミュージカル『ファニー・ガール』改訂版ツアー公演に出演し、ファニー・ブライス役を演じた。1997年9月、『美女と野獣』ブロードウェイ公演においてケリー・バトラーの後継でベル役に配役され、1998年6月まで演じ、キム・フーバーが後継した。1998年、ペーパー・ミル・プレイハウスで上演された『ジプシー』に主演し称賛された。ローズ・ルイーズ役を演じ、ブロードウェイのレジェンドであるベティ・バッキーと共演した。1999年、『ヨセフ・アンド・ザ・アメージング・テクニカラー・ドリームコート』の全米ツアー公演でナレーター役を演じた。2000年、ロジャース&ハマースタインの『シンデレラ』でシンデレラ役を演じ、妖精役のアーサー・キットと共演した。2002年10月、『シカゴ』ボストン公演でヴェルマ役で主演した。2003年、『キャバレー』ブロードウェイ再演でサリー・ボウルズ役を演じた。2004年3月から4月、『カンパニー』のUCLA リプライズ公演でマーサ役を演じた。
2008年、ロジャース&ハマースタインの『王様と私』カブリロ・ミュージック・シアター公演でアンナ役で主演した。

## ディスコグラフィ

### スタジオ・アルバム
- 『アウト・オブ・ザ・ブルー』 - Out of the Blue (1987年)
- 『エレクトリック・ユース』 - Electric Youth (1989年)
- 『エニシング・イズ・ポッシブル』 - Anything Is Possible (1990年)
- 『ボディ・マインド・ソウル』 - Body Mind Soul (1993年)
- 『シンク・ウィズ・ユア・ハート』 - Think With Your Heart (1995年)
- 『ムーンチャイルド』 - Deborah (1996年)
- 『M.Y.O.B.』 - M.Y.O.B. (2001年)
- Colored Lights: The Broadway Album (2003年)
- 『MS.VOCALIST』 - Ms. Vocalist (2010年)

※日本限定発売のカバー・アルバム。「TSUNAMI」(サザンオールスターズ)、「SAY YES」(CHAGE and ASKA)、「I LOVE YOU」(尾崎豊)、「浪漫飛行」(米米CLUB)、「Suddenly〜ラブ・ストーリーは突然に〜」(小田和正)、「TRUE LOVE」(藤井フミヤ)、「瞳をとじて」(平井堅)、「桜坂」(福山雅治)、「HOWEVER」(GLAY)、「ロビンソン」(スピッツ)、「世界中の誰よりきっと」(中山美穂・WANDS)などのカバーを収録。
- 『ザ・ボディ・リメンバーズ』 - The Body Remembers (2021年)
- 『ウィンターリシャス』 - Winterlicious (2022年)

### EP
- 『スーパー・ミックス・クラブ』 - Super-Mix Club (1988年)

### コンピレーション・アルバム
- 『グレイテスト・ヒッツ』 - Greatest Hits (1995年)
- 『ベスト〜ロスト・イン・ユア・アイズ』 - Lost in Your Eyes and Other Hits (1999年)
- Memory Lane, Volume 1 (2005年)
- Memory Lane, Volume 2 (2005年)
- Rhino Hi-Five: Debbie Gibson (2006年)
- The Singles A's & B's (2017年)
- We Could Be Together (2017年) ※10CD+3DVDボックスセット

### シングル
- 「オンリー・イン・マイ・ドリームス」 - "Only in My Dreams" (1986年)
- 「シェイク・ユア・ラヴ」 - "Shake Your Love" (1987年)
- 「アウト・オブ・ザ・ブルー」 - "Out of the Blue" (1988年)
- 「フーリッシュ・ビート」 - "Foolish Beat" (1988年)
- 「ステーイング・トゥゲザー」 - "Staying Together" (1988年)
- 「ロスト・イン・ユア・アイズ」 - "Lost In Your Eyes" (1989年)
- 「エレクトリック・ユース」 - "Electric Youth" (1989年)
- 「ノー・モア・ライム」 - "No More Rhyme" (1989年)
- 「ウイ・クッド・ビー・トゥゲザー」 - "We Could Be Together" (1989年)
- 「ウィズアウト・ユー」 - "Without You" (1990年)
- 「エニシング・イズ・ポッシブル」 - "Anything Is Possible" (1990年)
- 「ミラクル」 - "This So-Called Miracle" (1991年)
- 「ワン・ハンド, ワン・ハート」 - "One Hand, One Heart" (1991年)
- 「ワン・ステップ・アヘッド」 - "One Step Ahead" (1991年)
- 「イン・ヒズ・マインド」 - "In His Mind" (1992年)
- 「ルージング・マイセルフ」 - "Losin' Myself" (1992年)
- 「アイズ・オブ・ザ・チャイルド」 - "Eyes of the Child" (1993年)
- 「ショック・ユア・ママ」 - "Shock Your Mama" (1993年)
- 「フリー・ミー」 - "Free Me" (1993年)
- 「かわらぬ想い」 - "For Better or Worse" (1995年)
- 「ムーンチャイルド」 - "Moonchild" (1997年)
- 「ナチュラリー」 - "Naturally" (1998年)
- "Only in My Dreams 1998" (1998年)
- 「ライト・ザ・ワールド」 - "Light The World" (1999年) ※with ピーボ・ブライソン
- 「ホワット・ユー・ウォント」 - "What You Want" (2000年)
- 「ユア・シークレット」 - "Your Secret" (2001年)
- "Naked" (2005年)
- "Say Goodbye" (2006年) ※with ジョーダン・ナイト
- "Already Gone" (2009年)
- "I Love You" (2010年)
- "Your Forever Girl" (2018年)
- "Boys in the Band" (2018年) ※with NKOTB
- "80s Baby" (2018年) ※with NKOTB
- "Girls Night Out" (Tracy Young Remix) (2020年)
- "Lost in Your Eyes, the Duet" (2021年) ※with ジョーイ・マッキンタイア
- "One Step Closer" (2021年)
- "Christmas Star" (2021年)

## フィルモグラフィ
| 公開年 | 邦題 原題                                                            | 役名               | 備考 |
| ------ | -------------------------------------------------------------------- | ------------------ | ---- |
| 2009   | メガ・シャークVSジャイアント・オクトパス Mega Shark vs Giant Octopus | エマ・マクニール   |      |
| 2011   | メガ・パイソンVSギガント・ゲイター Mega Python VS. Gatoroid          | ニッキー・ライリー |      |
| 2014   | メガ・シャークVSメカ・シャーク Mega Shark Versus Mecha Shark         | エマ・マクニール   |      |